# (911) Agamemnon
(911) Agamemnon – planetoida z grupy trojańczyków Jowisza obozu greckiego.

## Odkrycie
Została odkryta 19 marca 1919 roku w Landessternwarte Heidelberg-Königstuhl w Heidelbergu przez Karla Reinmutha. Nazwa pochodzi od Agamemnona, króla Myken w mitologii greckiej oraz jednego z głównych bohaterów Iliady Homera. Przed jej nadaniem planetoida nosiła oznaczenie tymczasowe (911) 1919 FD.

## Orbita
(911) Agamemnon obiega Słońce w średniej odległości ponad 5,2 au w punkcie Lagrange’a L4 na orbicie Jowisza w czasie 12 lat i 18 dni. 911 Agamemnon zaliczany jest do Trojańczyków, porusza się zawsze 60° przed Jowiszem, pozostając z nim grawitacyjnie związany. Jego orbita nachylona jest do ekliptyki pod kątem prawie 22°.

## Właściwości fizyczne
Jest to ciało o średnicy około 167 km. Jego jasność absolutna wynosi 7,89m, a albedo jest niskie i ma wartość 0,04.